# Insular (álbum)
Insular é o primeiro álbum solo do músico Humberto Gessinger. Conta com as participações de Bebeto Alves, Rodrigo Tavares, Luiz Carlos Borges, Frank Solari e Nico Nicolaiewsky. Possui 12 faixas e é o primeiro álbum somente de inéditas de Humberto em 10 anos. Assim diz o cantor, sobre o novo disco: 
"Resolvi assumir o nome solo pois não usei uma banda fixa na gravação do Insular, convidei vários músicos que admiro, usei várias formações. Mas não houve ruptura na maneira como escrevo e toco, só amadurecimento.” (HG)
“Fui muito rigoroso na escolha do repertório, na busca dos convidados, da formação certa para cada música. Nesta estrada já longa, com 19 discos, aprendi que cada um deles tem sua maneira de chegar ao ouvinte. Acho que Insular está entre os discos mais misteriosos que gravei, cheio de detalhes, várias camadas, ligações entre as músicas, coisas que o pessoal vai descobrindo aos poucos. Não esperei dez anos para gravar um disco que ficasse velho em quinze minutos.” (HG)

## Faixas
| N.º | Título                                                    | Duração |  |
| 1.  | "Terei Vivido"                                            | 1:06    |  |
| 2.  | "Sua Graça"                                               | 3:20    |  |
| 3.  | "Bora"                                                    | 4:03    |  |
| 4.  | "A Ponte Para o Dia" (participação de Bebeto Alves)       | 3:47    |  |
| 5.  | "Tchau Radar, a Canção" (participação de Rodrigo Tavares) | 4:09    |  |
| 6.  | "Tudo Está Parado"                                        | 3:00    |  |
| 7.  | "Recarga" (participação de Luis Carlos Borges)            | 4:07    |  |
| 8.  | "Milonga do Xeque-Mate" (participação de Frank Solari)    | 6:38    |  |
| 9.  | "Insular"                                                 | 0:42    |  |
| 10. | "Essas Vidas da Gente"                                    | 3:47    |  |
| 11. | "Segura a Onda, DG" (participação de Nico Nicolaiewsky)   | 3:51    |  |
| 12. | "Plano B"                                                 | 3:34    |  |

## Prêmios e indicações

### Prêmio Açorianos
| Ano  | Categoria | Indicação | Resultado |
| ---- | --------- | --------- | --------- |
| 2013 | Álbum Pop | Insular   | Indicado  |